# 小行星5647
小行星5647（英語：5647）是一颗围绕太阳公转的小行星。1990年10月14日，埃莉諾·赫琳在帕洛马山发现了此天体。
这颗小行星的绝对星等为227.70299等。